# District de Lower Kru Coast
Le district de Lower Kru Coast est une subdivision du comté de Grand Kru au Liberia. 
Les autres districts du comté de Grand Kru sont :
- Le district de Buah
- Le district de Sasstown
- Le district de Upper Kru Coast